# Stams
Stams è un comune austriaco di 1 403 abitanti nel distretto di Imst, in Tirolo.

## Monumenti e luoghi d'interesse

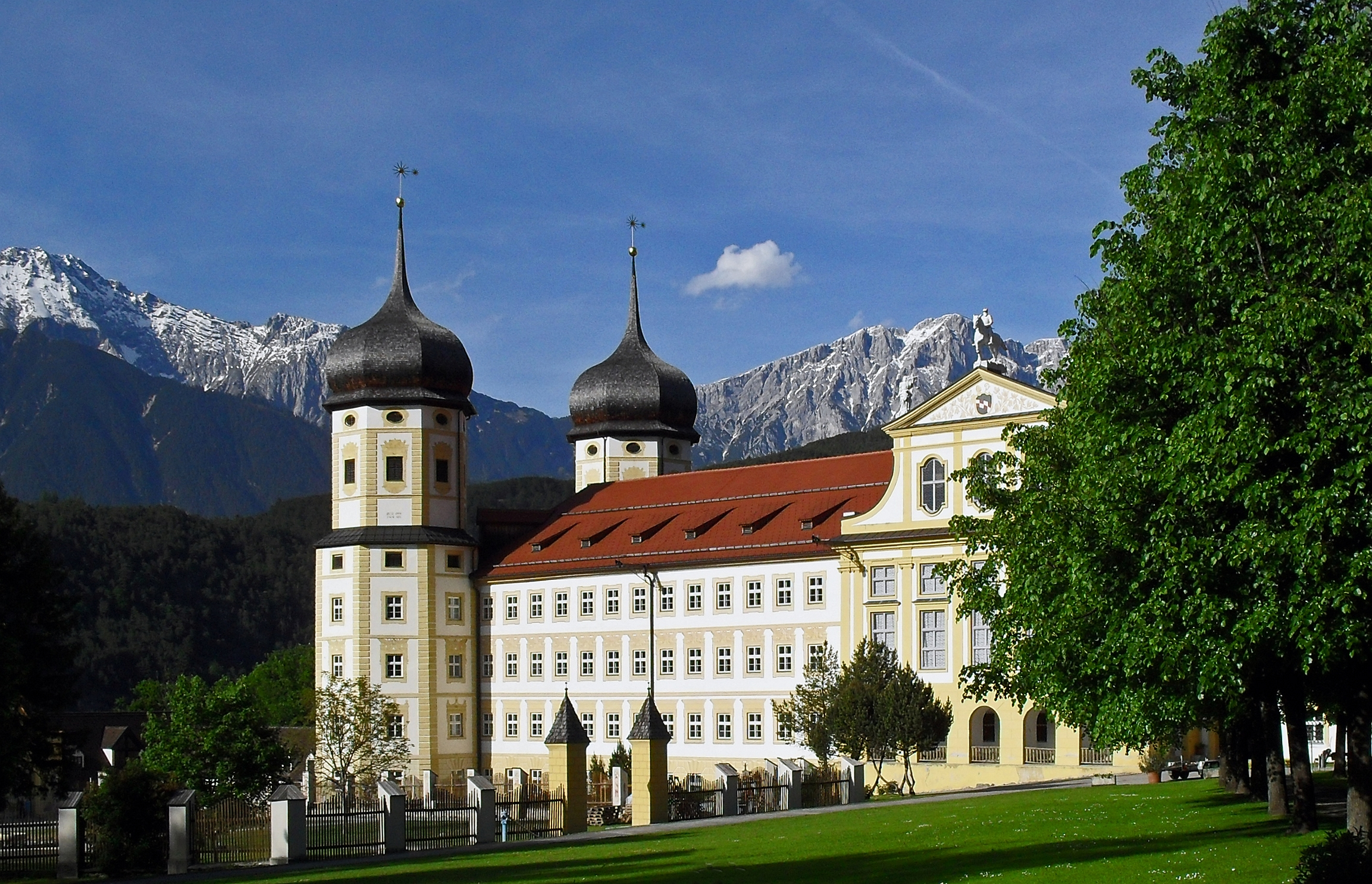
L'abbazia di Stams

- L'abbazia di Stams (Stift Stams), cistercense, rappresenta uno dei capolavori dell'architettura barocca in Austria. Fondata nel 1273 da Mainardo II di Tirolo-Gorizia e da sua moglie Elisabetta di Baviera, venne completamente rifatta a partire dal 1692 e nei primi anni del XVIII secolo, su progetto dell'architetto Georg Anton Gumpp che la portò a termine intorno al 1724.
- La chiesa parrocchiale di San Giovanni Battista (Pfarrkirche zum heiligen Sankt Johann den Täufer) è un edificio religioso ufficiato dalla abbazia di Stams. Il primo edificio venne eretto in legno intorno al VI secolo, poi fu rifatta in pietra verso l'VIII secolo. La chiesa odierna risale  all'inizio del XIV secolo, quando venne eretta in forme gotiche. All'interno presenta una navata unica, barocchizzata nel 1754. Gli affreschi della volta vennero eseguiti da Franz Anton Zeiller nel 1755.

## Sport

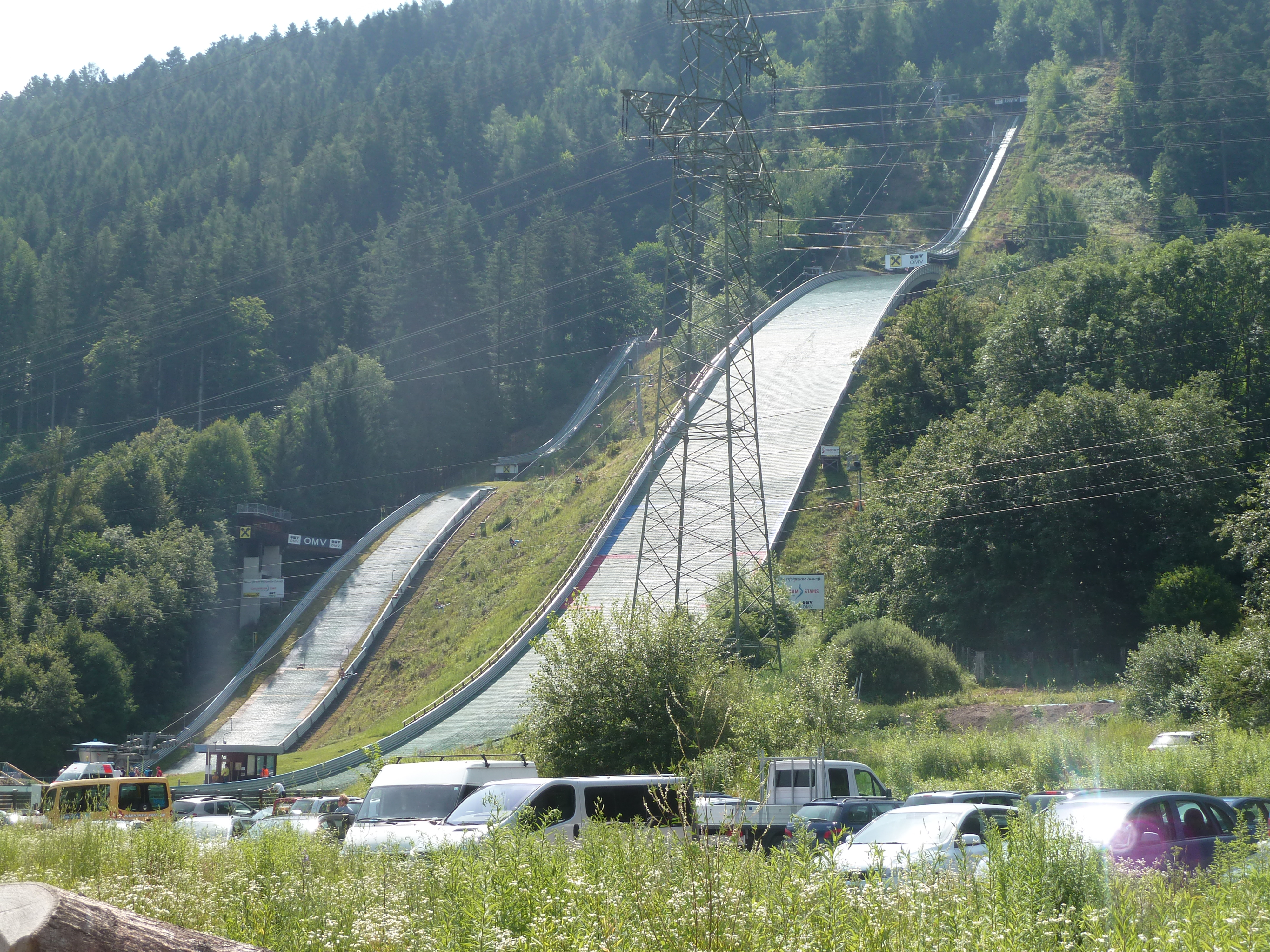
I trampolini Brunnentalschanze

Stazione sciistica specializzata nello sci nordico, è attrezzata con i trampolini Brunnentalschanze. Vi ha inoltre sede lo Schigymnasium Stams, scuola superiore a indirizzo sportivo per la formazione di atleti agonisti negli sport invernali.